# Бирманская бандикота
Бирма́нская бандико́та, или мьянманская бандикота (лат. Bandicota savilei) — грызун из рода бандикот подсемейства мышиных, распространённый в Юго-Восточной Азии. В местах обитания везде многочисленна. Практически во всех частях ареала — обычный синантропный зверь, хотя обитает и в дикой природе. Вредит сельскому хозяйству.

## Внешний вид
Бирманская бандикота внешне весьма схожа с другим представителем рода бандикот — индийской бандикотой (лат. Bandicota indica), но чуть меньше по размерам, так что взрослого зверька очень легко спутать с молодыми особями индийской бандикоты, а молодняк обоих видов можно различить только при использовании специальных методов. Её общий облик — характерный «крысовидный», но тело её толстое, плотного сложения, морда довольно широкая и сильно закруглённая, уши также закруглённые. Шерсть длинная, мохнатая, хотя довольно редкая. Окраска тёмная, серо-коричневая, низ тела значительно светлее. Хвост длинный, примерно на 20 % короче тела, чешуйчатый, у основания — кольцо более светлой окраски. Резцы окрашены в оранжево-жёлтый цвет.
В отношении систематического положения бирманской бандикоты до последнего времени не было полной ясности — в частности, в отношении её явных отличий от индийской бандикоты. Её морфологические отличия от индийской бандикоты были полностью описаны только в 2003 году (это, например, касается достаточно существенных отличий в строении черепа; кроме того, у бирманской бандикоты задняя стопа чуть короче). В то же время, в 1990-е годы было установлено её несомненное ближайшее родство с бенгальской бандикотой (лат. Bandicota bengalensis), с которой она, например, имеет практически одинаковые сперматозоиды уникального строения.

## Ареал
Ареал бирманской бандикоты значительно меньше, чем у двух других бандикот. Бирманская бандикота встречается только в странах Индокитая — её ареал представляет собой подковообразную территорию, охватывающую концами бо́льшую часть Таиланда и центральную часть Мьянмы, Вьетнам и Камбоджу, но обходящую с юга Лаос. Возможно, согласно имеющимся непроверенным фотографиям, бандикота обитает также и в Лаосе, в долине Меконга. В местах своего обитания бирманская бандикота часто пересекается с индийской и бенгальской. Исследования на ананасовых плантациях в северном Таиланде показали, что из трёх встречавшихся там видов грызунов на бирманскую бандикоту пришлось 11,59 % случаев (при этом на индийскую бандикоту 50 % и на чёрную крысу (лат. Rattus rattus) — 38,41 %).
На всём протяжении ареала бирманская бандикота многочисленна и находится совершенно вне опасности. Согласно Международной Красной книге, охранный статус её популяции — вызывающий наименьшие опасения (англ. LC, Least Concern); это самая низкая категория из возможных. Согласно исследованиям, проведённым в северном Таиланде, на бирманских бандикот пришлось 3,5 % от общего количества всех пойманных в ловушки грызунов.

## Места обитания и образ жизни
В среднем бирманская бандикота привержена более сухой местности, чем, например, индийская, и в этом основное отличие мест её обитания от мест обитания последней. В одном из исследований из 109 бирманских бандикот 53 были пойманы на заливаемых водой полях, 56 — на сухих полях (из 17 индийских бандикот — 11 и 6 соответственно). Она избегает покрытых лесом пространств. Бирманская бандикота, как и все бандикоты, — типичнейший обитатель антропогенного биотопа. Она в целом тяготеет к сельскохозяйственным районам, предпочитая селиться в местах поливного земледелия, в частности у рисовых полей; встречается и в населённых пунктах, даже городах. Там, где бирманская бандикота соседствует с бенгальской, она, как правило, обитает вне построек — на рисовых полях, в садах и т. д., в то время как бенгальская занимает человеческие постройки.
Обитая возле обрабатываемых полей, бирманская бандикота демонстрирует высокую степень приспособляемости к различным условиям. Этот грызун хорошо плавает.

## Бирманская бандикота и человек
Бирманская бандикота в местах своего обитания — один из основных вредителей сельскохозяйственных культур. Особенно велик вред, причиняемый ей урожаю кукурузы. Мясо её съедобно, поэтому туземцы ловят бирманских бандикот для использования в пищу.
Бирманская бандикота является переносчиком возбудителей многих опасных инфекционных заболеваний. Изучение грызунов в 10 провинциях Таиланда показало, что 2,3 % этих бандикот являлись носителями возбудителей лептоспироза (что, правда, было меньшим показателем по сравнению с крысами рода Rattus). У этого грызуна обнаружены также хантавирус и возбудители лихорадки цуцугамуши.